# Hanafuda

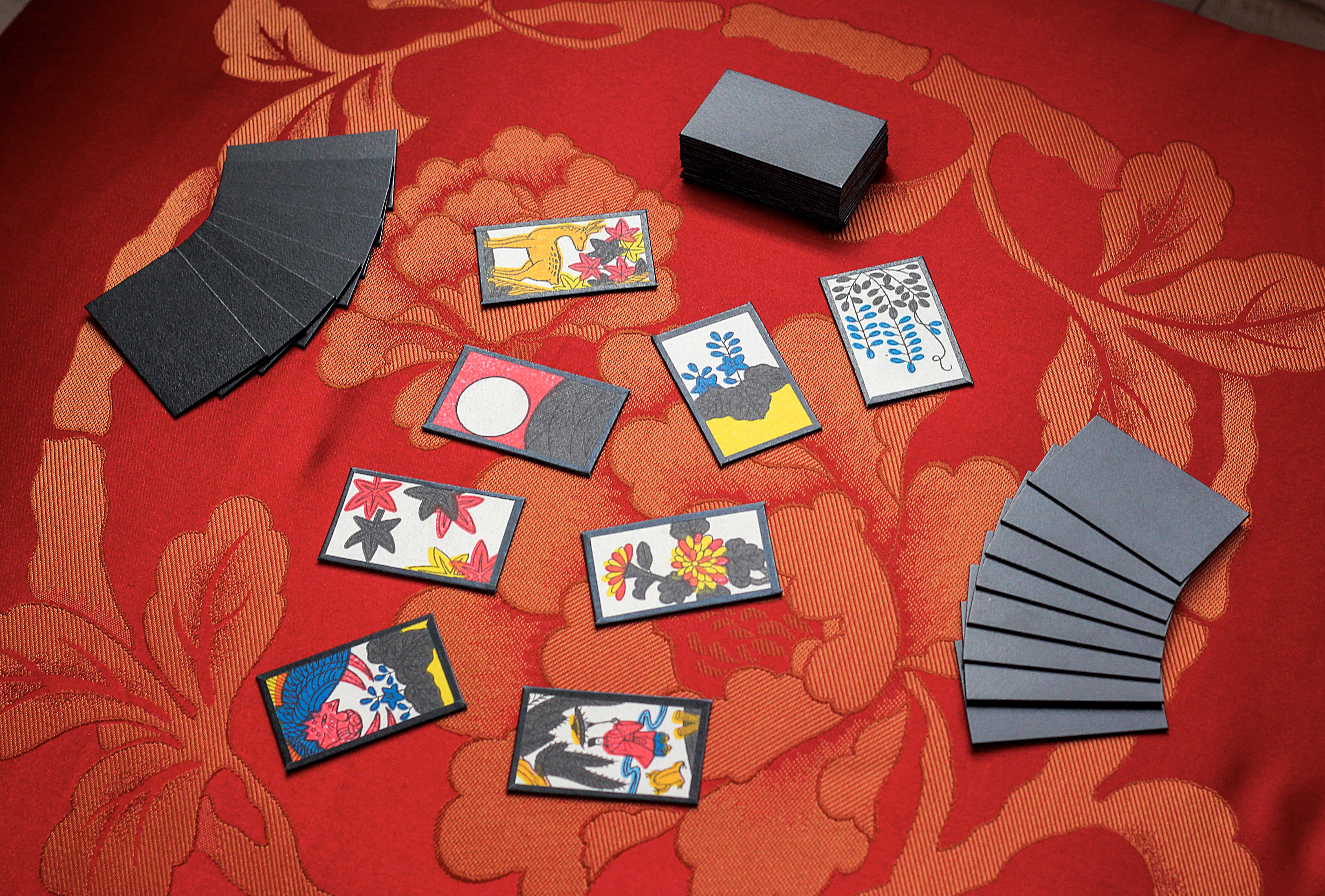
Beginsituatie in een spelletje Koi-Koi

Hanafuda  (花札, letterlijk "bloemenkaarten") zijn Japanse speelkaarten die voor verschillende kaartspelletjes worden gebruikt. Op de kaarten staan bloemen en andere planten afgebeeld, alsook verschillende dieren en culturele voorwerpen. De kaarten worden voornamelijk gebruikt in Japan, Zuid-Korea en Hawaï. In het Koreaans heten de kaarten hwatu (화투, letterlijk "bloemengevecht").

## Geschiedenis
Kaartspellen werden voor het eerst in Japan geïntroduceerd door Portugese zeelieden tegen het einde van de 16e eeuw. Gokspelletjes met kaarten werden erg populair in Japan, en de regering verbood kaartspellen in een poging om gokken te verminderen. Mensen begonnen daardoor andere kaarten te maken die minder op Westerse kaarten lijken, maar waarmee nog steeds soortgelijke spellen konden worden gespeeld. Er was geen verbod op uta-garuta (kaartspellen met klassieke gedichten) omdat deze als educatief werden gezien, dus bloemenkaarten hadden soms gedichten erop om ze te vermommen als gedichtkaarten.
In het eind van de 19e eeuw werd het verbod op kaarten opgeheven, waardoor veel nieuwe kaartfabrikanten ontstonden, en het huidige beeld van hanafuda-kaarten al snel standaard werd. Het bedrijf Nintendo is ook origineel opgericht als kaartfabrikant in dezelfde periode, en Nintendo is nog steeds een van de voornaamste fabrikanten van hanafuda-kaarten in Japan.

## Kaarten
De kaarten zijn aanzienlijk dikker en kleiner dan Europese speelkaarten: ongeveer 5,5 × 3,5 cm groot en bijna 1 mm dik. Ze worden gemaakt van onbuigzame materialen, meestal van karton en papier in Japan en van plastic in Korea.
In totaal zijn er 48 kaarten, in twaalf series van vier die voor de twaalf maanden van het jaar staan. In Japan zitten bij kaartsets vaak een reserve blancokaart, die ook in enkele spellen wordt gebruikt. In Korea zitten bij kaartsets meestal zes verschillende jokerkaarten die verschillend zijn per fabrikant.

### Kaartrangen
De 48 kaarten in hanafuda worden in de meeste spellen onderverdeeld in vier rangen:
- 24 gewone kaarten,[a] waar alleen planten op staan afgebeeld,
- 10 strookjeskaarten,[b] waar naast de plant ook strookjes papier genaamd tanzaku op staan afgebeeld,
- 9 zaaikaaten,[c] in het Westen vaak "dierenkaarten" genoemd, waar dieren en voorwerpen op staan afgebeeld,
- 5 lichtkaarten,[d] waar dieren en voorwerpen op staan afgebeeld.

Bij Koreaanse kaarten worden lichtkaarten gemarkeerd met 光, het Chinese karakter voor "licht", om ze te onderscheiden van zaai-/dierenkaarten. Bij Japanse kaarten moeten de 5 kaarten uit het hoofd geleerd worden.
De vier rangen worden ook vaak respectievelijk 1-punts-, 5-punts-, 10-punts-, en 20-puntskaarten genoemd, naar de waarden van de kaarten in spellen zoals Hachi-Hachi en Hana-Awase, ook al gelden deze puntenaantallen lang niet in alle spellen.

### Kaartoverzicht
| Maand, plant                | lichtkaarten (20 punten)       | zaaikaarten (10 punten) | strookjeskaarten (5 punten) | gewone kaarten (1 punt) |
| --------------------------- | ------------------------------ | ----------------------- | --------------------------- | ----------------------- |
| Januari, den                | kraanvogel en zon              |                         | gedichtstrookje             | 2 gewone                |
| Februari, pruimenbloesem    |                                | struikzanger            | gedichtstrookje             | 2 gewone                |
| Maart, kersenbloesem        | gordijn                        |                         | gedichtstrookje             | 2 gewone                |
| April, blauwe regen         |                                | koekoek                 | gewoon strookje             | 2 gewone                |
| Mei, iris                   |                                | acht-planken-brug       | gewoon strookje             | 2 gewone                |
| Juni, pioenroos             |                                | vlinders                | blauw strookje              | 2 gewone                |
| Juli, struikklaver          |                                | everzwijn               | gewoon strookje             | 2 gewone                |
| Augustus, prachtriet        | volle maan                     | ganzen                  |                             | 2 gewone                |
| September, chrysant         |                                | sake-kopje              | blauw strookje              | 2 gewone                |
| Oktober, esdoorn            |                                | hert                    | blauw strookje              | 2 gewone                |
| November, wilg              | Ono no Michikaze of parapluman | zwaluw                  | gewoon strookje             | 1 gewone                |
| December, Anna Paulownaboom | Chinese feniks                 |                         |                             | 3 gewone                |

### Voorbeelden van kaarten

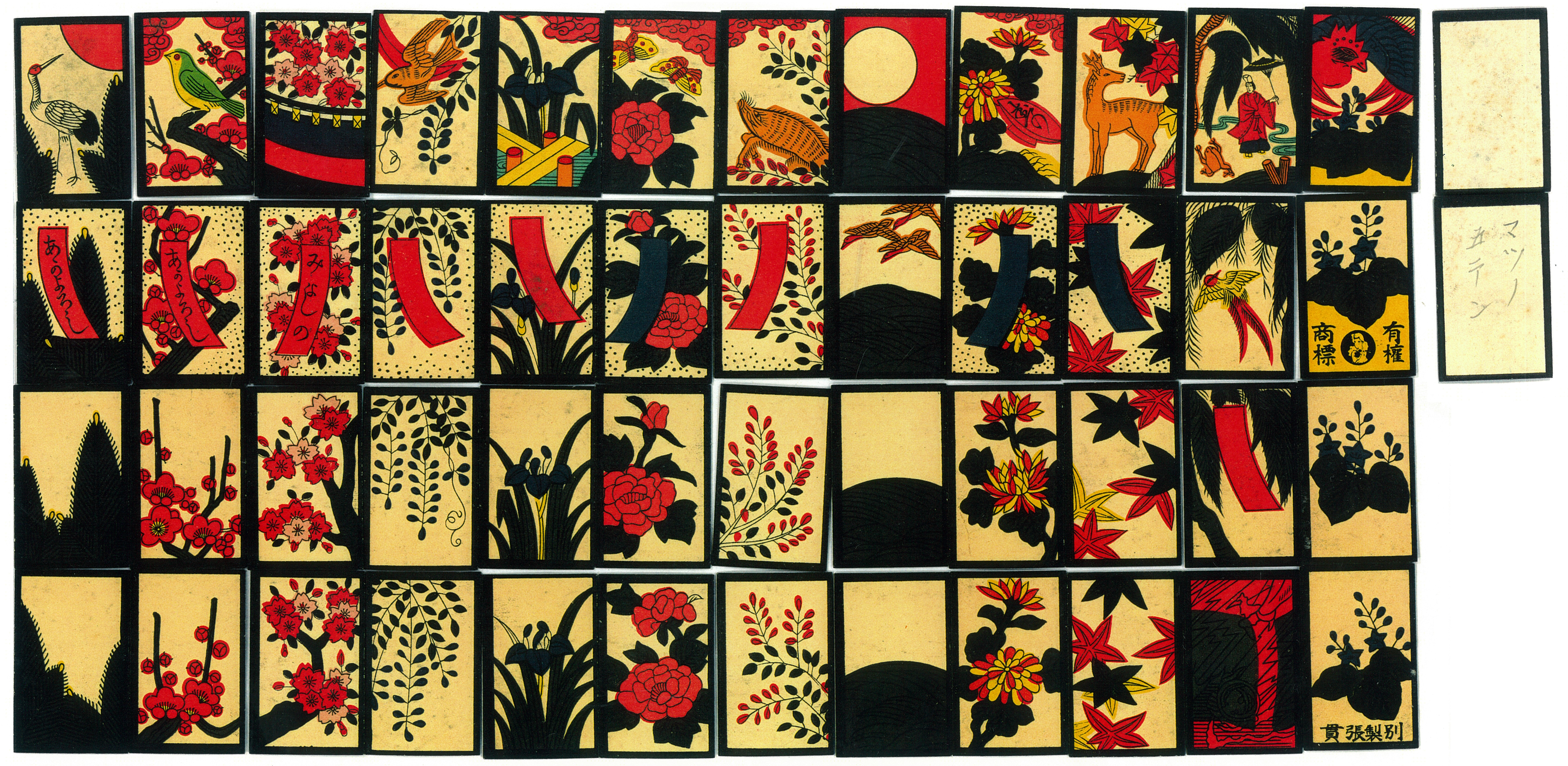
Een voorbeeld van een typisch Japanse set kaarten, gemaakt van karton en papier (geproduceerd in de periode 1926-1945)
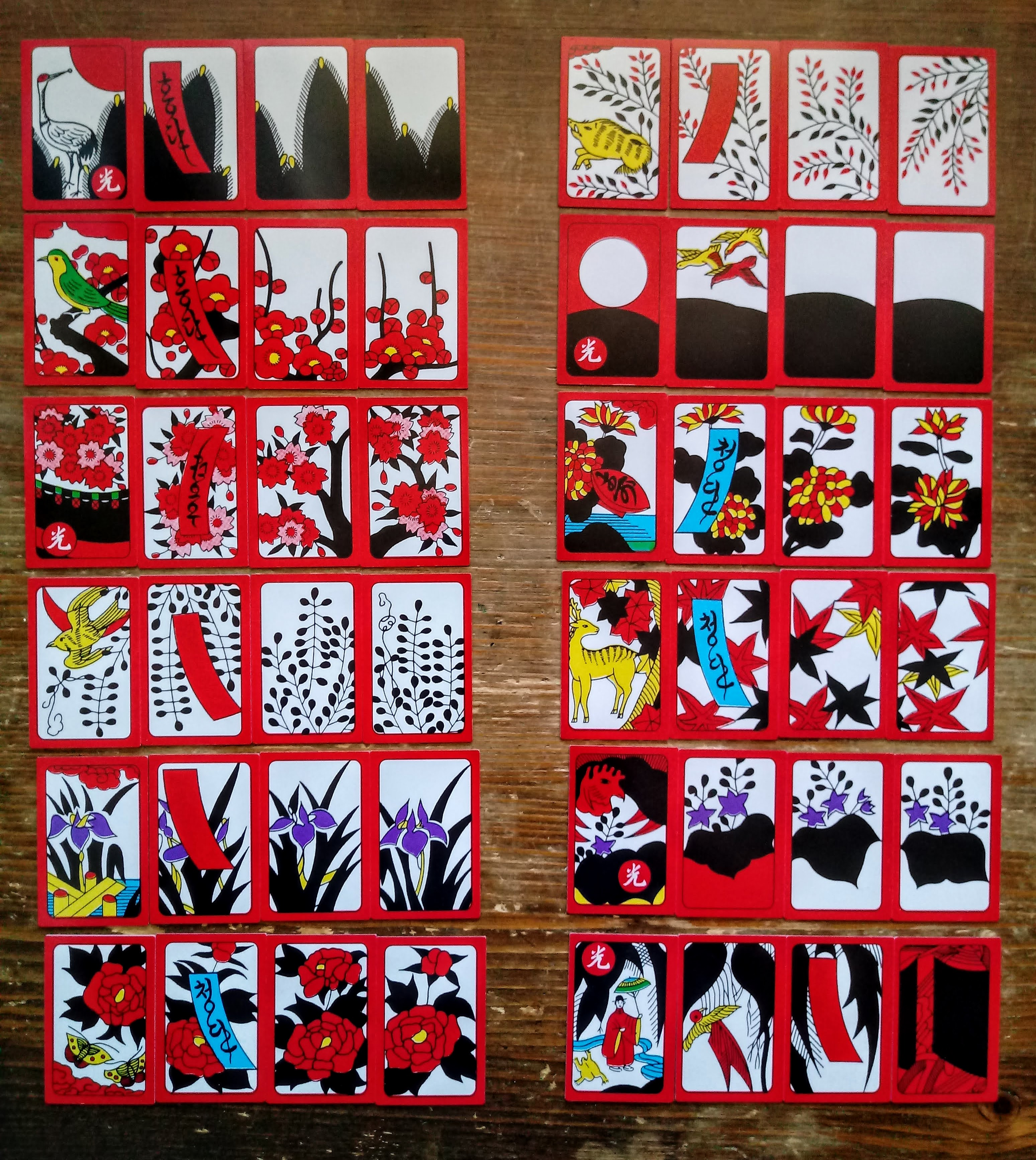
Een voorbeeld van een typisch Koreaanse set kaarten, gemaakt van plastic
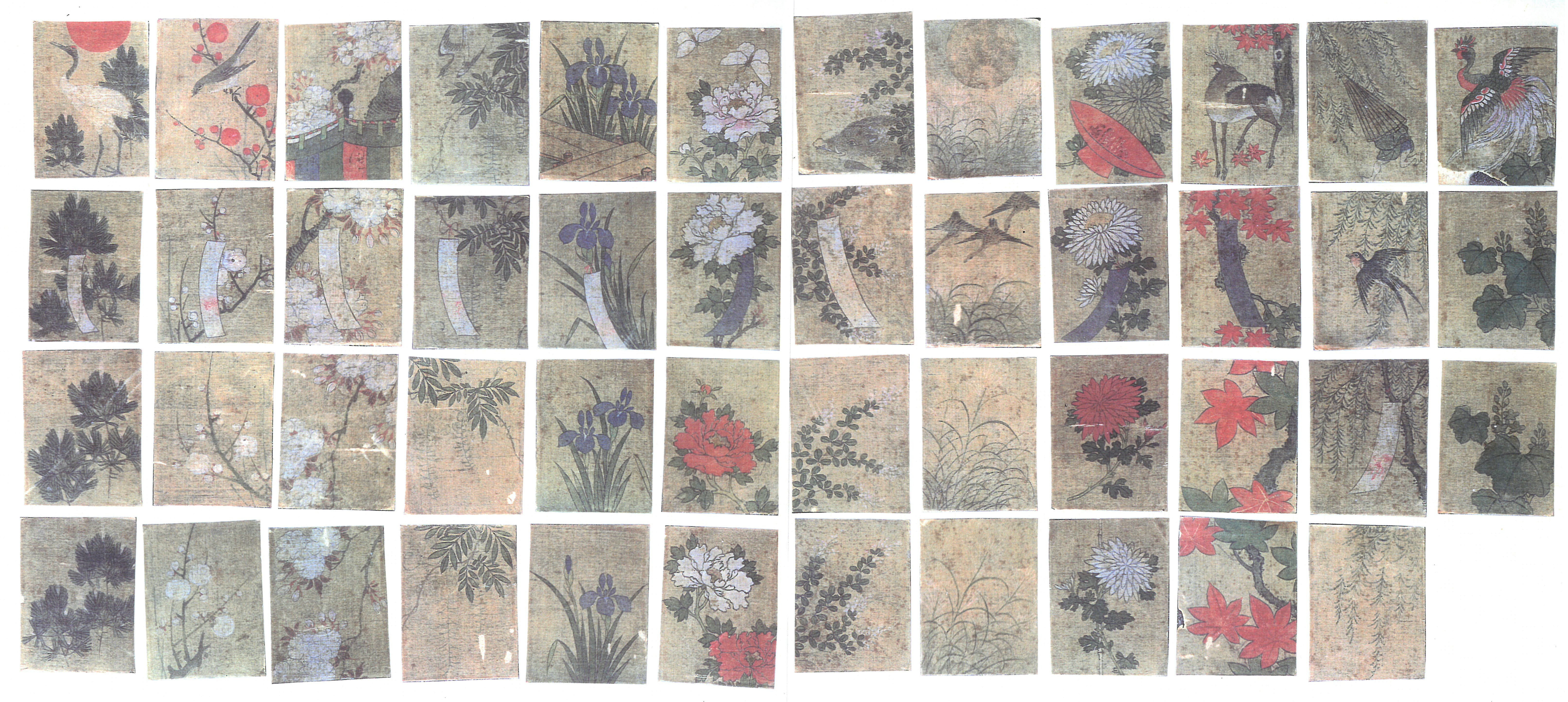
Vroege hanafuda-kaarten uit de 18e eeuw, met de hand geschilderd. Eén kaart ontbreekt.

## Spellen
Bij de meeste spellen die met hanafuda worden gespeeld, is het doel om zo veel mogelijk punten te scoren door kaarten te verzamelen, welke individueel of gecombineerd met andere kaarten punten opleveren. Kaarten worden verzameld door kaarten uit de hand en van een trekstapel te matchen met een kaart van dezelfde maand in het speelveld.
In Japan is het populairste spel Koi-Koi, gevolgd door Hana-Awase en Hachi-Hachi. In Korea is het populairste spel Go-Stop, ook wel bekend als Godori. In Hawaï is het populairste spel Sakura.